# 委內瑞拉危機
2012年開始的委內瑞拉危機是委內瑞拉在烏戈·查維茲總統任期內發生的社會、經濟及政治危機，並在尼古拉斯·马杜罗任期內延續。本次危機是委內瑞拉有史以來最嚴重的一次經濟危機，全國及人均GDP在2013年至2017年間的收縮幅度，較美國在大蕭條時期所經歷者更甚，也大於俄羅斯在苏联解体前後曾經歷的幅度。
在2016年，委內瑞拉的消費物價上漲了800%，經濟則萎縮了18.6%，饑餓蔓延全國，「委內瑞拉生活狀況調查」（ENCOVI）指近75%的委內瑞拉人因缺乏營養而體重平均下降8.7公斤。委內瑞拉3間大學聯合發布2017年民生調查報告，指平均每人體重再跌3—11公斤。委內瑞拉在2015年的謀殺率達每10萬人有90人，遠高於美國的每10萬人有5人。
馬杜羅政府及其支持者把本次危機歸咎於「美帝國主义向委內瑞拉人民發動經濟戰爭」。批評者則指責查維茲和馬杜羅政府，並指美國從1998年以來共購買了總值4770億美元的委內瑞拉主要出口貨品（石油），較任何其它國家都多，而美國也是現時少數仍向委內瑞拉現金付款的國家之一。
2022年1月委國央行宣布已完成連續12個月通膨年增率低於50%，顯示委國已逐漸擺脫自2017年以來陷入的惡性通膨循環。依據委內瑞拉金融觀察站資料顯示，與 2021年同期相較，委內瑞拉經濟在2022年上半年成長率達12.3%，主要原因為石油產量增加36.3%。

## 背景

### 查維茲的施政
2000年代早期開始的油價上升為委內瑞拉帶來自1980年代以來前所未見的資金。查維茲為了維持政治勢力而推行社會計劃，發起「玻利瓦爾任務」，以提供公共服務改善經濟、文化和社會狀況。援助計劃被指雖然讓部分窮人受惠，但是查維茲及其盟友和伙伴卻較其他人得到更多好處。玻利瓦爾任務建立數以千計服務窮人的免費診所，並推行食物和住屋補貼。2010年一份OAS報告提到在消除文盲、改善醫療和減輕貧困的成就，以及在經濟和社會層面取得的進展。一個聯合國的指標也顯示委國人民的生活得到改善。受惠於政策的委國低下階層被認為對於查維茲的支持度事關重要。
查維茲政府啟動的社會工程倚賴石油收益支持，但高油價也為委國經濟帶來「荷兰病」。到查維茲病逝時，其任內的過度開支和價格管制已明顯難以長期維持下去。委國經濟開始不穩，貧窮、通货膨胀和物資短缺的問題開始惡化。
據分析員所言，到2015年的時候，即使是由查維茲繼續擔任總統而不是馬杜羅，委內瑞拉當時所面臨的經濟問題也會同樣出現。在查維茲於2013年3月病逝後不久，《外交政策》已明言不管是誰繼承查維茲，他都要接手美洲其中一個最失效的經濟體。

### 馬杜羅的施政
查維茲逝世時的經濟政策，大部分得到繼任的馬杜羅繼續實行。馬杜羅接任總統之時，委內瑞拉已經需要面對由查維茲的政策而導致的高通脹以及許多貨品短缺。
到2014年，委內瑞拉已陷入经济衰退。到2016年，委國的通脹率高達800%，是該國在那時的有史以來最高位。國際貨幣基金組織在2018年1月曾預計委國的2018年通脹率將高達13,000%，但在同年7月則估計到2018年年底通脹率有可能達到1,000,000%。國際貨幣基金組織預計委國的2019年通脹率將達到1000萬%。

### 德政部分

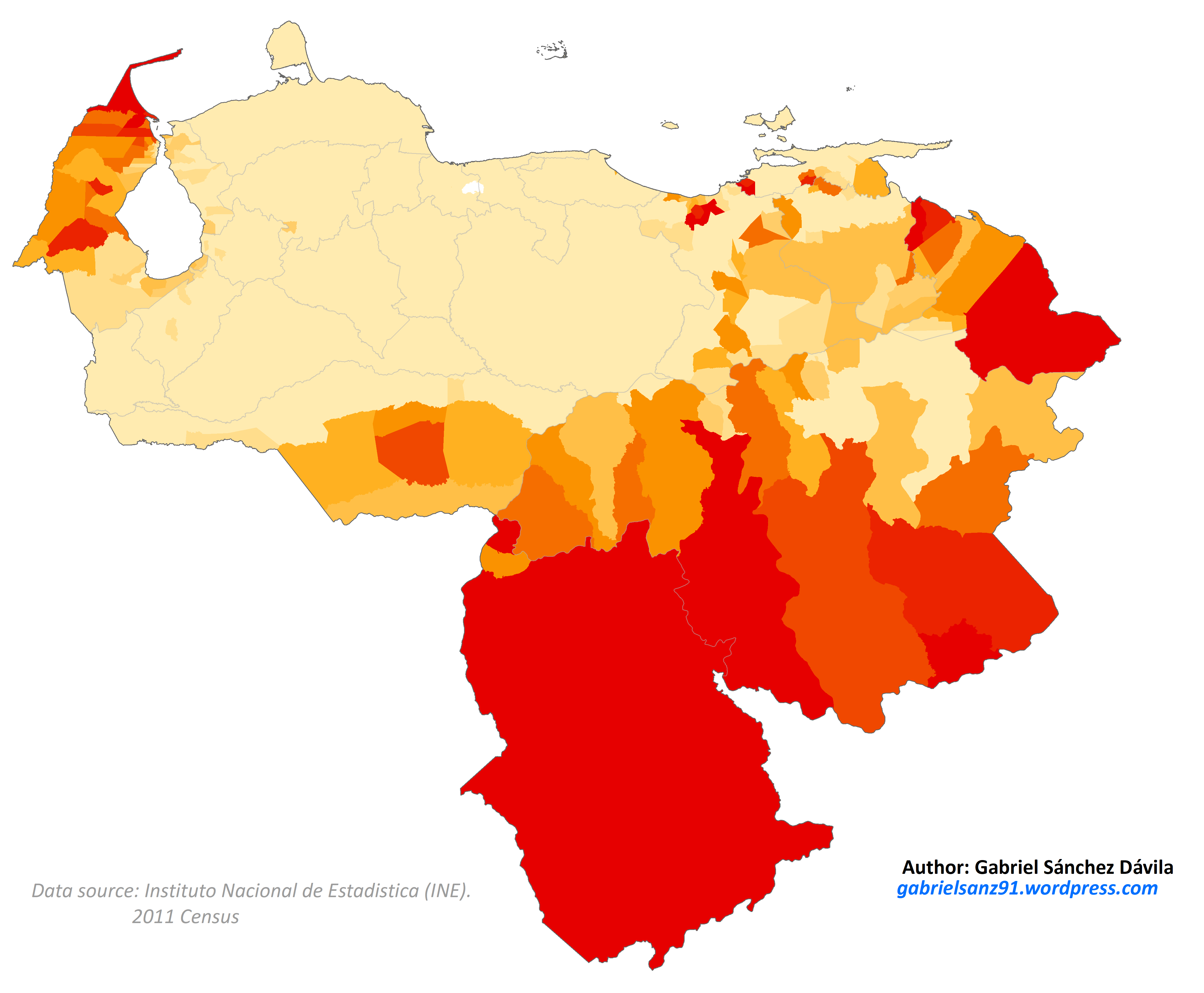
由于20世纪的长期右翼统治，委内瑞拉安第斯山区（梅里达山脉）土著比例远低于安第斯其余国家，仅佩里哈山脉仍是土著文化的强势区

1999年玻利瓦尔革命前，委内瑞拉的土著权益政策远远落后于其他拉美国家，1961年宪法甚至比1947年宪法更加残害土著权益。1999年玻利瓦尔革命时委内瑞拉已成为南美土著比例最低国家之一，梅里达山脉则属于委内瑞拉最“白”的地区之一，土著几乎灭绝殆尽。不过，委内瑞拉的玻利瓦尔政府仍然成功寻访识别出了大量土著民族。今天，苏克雷市首府拉古尼亚斯城Timoto–Cuica两族下的Guazábara, Quinanoque, Orkas, Mucumbu, Casés与Quinaores之部落正积极发展自己的文化，而不需像哥伦比亚土著阿瓦人那样随时担心遭到杀人小队（death squad）的屠杀。

## 經濟危機
2014年油價從高位回落後，委內瑞拉政府沒有調整政策應對低油價。直至2016年初，由國家零售的汽油的官價每加侖仍低於0.01美元，而官訂的兌美元匯率與黑市價相差150倍。
2018年7月，國際貨幣基金組織預測2018年委內瑞拉經濟將萎縮18%。

### 生產萎縮

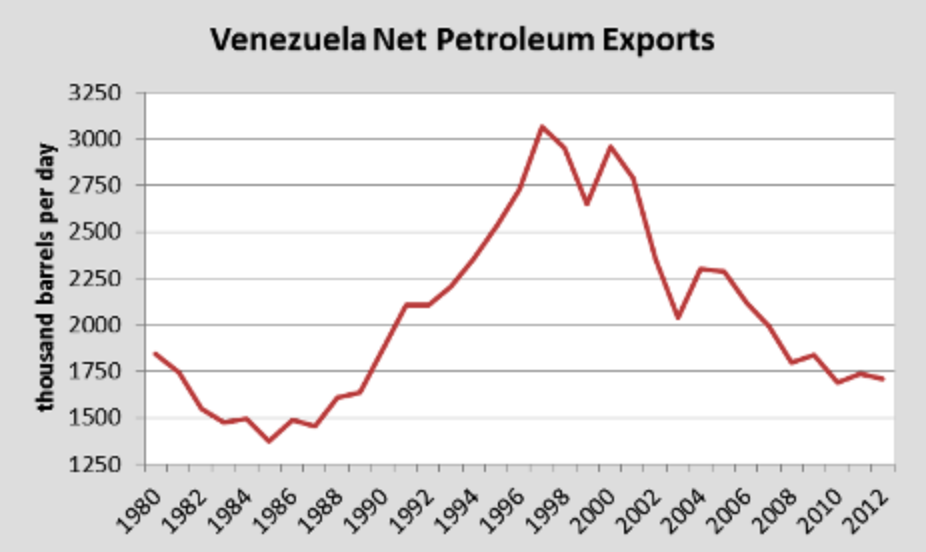
委內瑞拉的石油淨出口量在查維茲執政前長期上升，但在其開始執政後轉為跌多升少。

委內瑞拉政府把石油公司國有化後，由於管理不善和設備投資不足，石油產量開始走下坡。踏入2017年，委內瑞拉石油產量創下25年來的新低，國有的委内瑞拉石油公司甚至需要進口液化石油氣應付國內需求。與此同時，有報導指維持委國經濟最大支柱的石油工人在2017年也有許多人因為長期吃不飽而缺乏足夠體力應付工作，許多石油工人不是病倒就是辭職不幹，進一步打擊該國石油產業。石油公司面對工人離職潮，設立每日辭職人數上限減慢工人流失，工人如果「不辭而別」則會喪失退休金。
2018年5月，委內瑞拉的每日平均原油產量降至139萬桶。2019年4月進一步降至每日平均77萬桶。

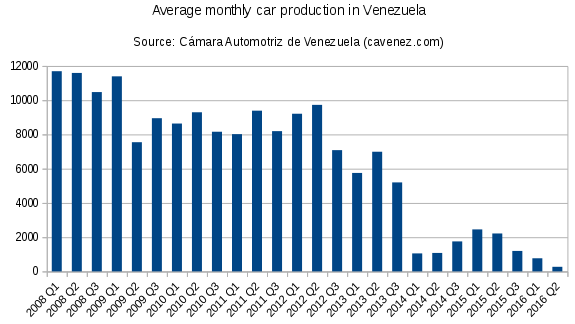
委內瑞拉平均每月汽車生產量變遷

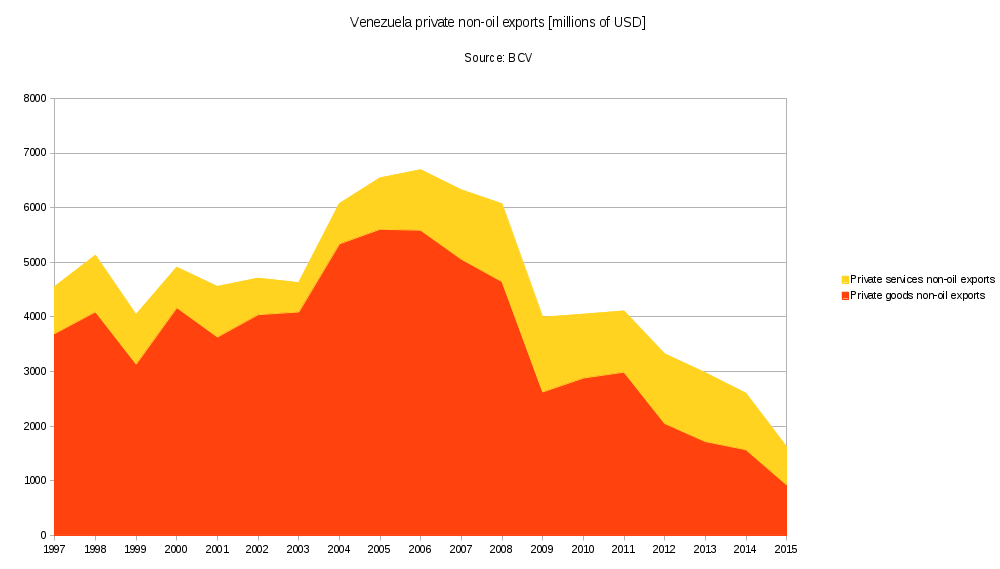
委內瑞拉私人非石油出口總值於1997年至2015年的變遷，淺橙色是服務出口，深橙色是貨物出口，數字以百萬美元表示

在油價高企年代，委國政府進口大量物品再以廉價售予民眾，造成本國工業無利可圖並開始萎縮，後來的物價管制進一步打擊了本國工業生產。到油價下跌後，委內瑞拉雖然進口大減，但是此時本地生產已無法填補進口減少所造成的缺口，而各種脫離現實的政府管制更造成商家索性停產，使物資短缺更形惡化，同時造成更多人失業。

### 債務

2014年委內瑞拉債務，藍：公共債務；紅：委内瑞拉石油公司債務；黃：外債；綠：CADIVI債務

據委內瑞拉中央銀行，該國於2014年的國家債務可以分為：
- 公共債務：佔總數的55%，包括本地和對外債券、國庫券及銀行貸款。
- 委内瑞拉石油公司的財務負債，佔總數的21%。
- 外債，佔總數的15%。
- CADIVI的債務，佔總數的9%。

2017年11月，《經濟學人》估計委國欠債達1,050億美元，而其儲備只有100億美元。
截至2019年1月，幾乎所有委內瑞拉債券已經違約，委內瑞拉政府和國營企業共拖欠近80億美元的未償還本金和利息，僅有委内瑞拉石油公司2020年債券是例外。截至2019年3月，委國政府和國營企業合計有1,500億美元債務。

### 物資短缺
查維茲推行的價格管制和其它措施造成委內瑞拉出現物資短缺。在馬杜羅任內，政府收緊對進口商的外匯管制，造成物資短缺進一步惡化。
不單是受管制的食物出現短缺，基本必需品、個人衛生用品以至藥物也不能倖免。在食物持續短缺下，委內瑞拉人採摘野果，甚至到垃圾堆找可以吃的東西充饑。
到2019年中，委國大部分地區的油站已出現汽油短缺。

### 通貨膨脹
根據2018年7月委内瑞拉全国代表大会公佈的最新經濟數據，委內瑞拉在截至2018年6月的過去12個月的通脹率達到46,305%。
2018年9月，委內瑞拉全國貿易和服務委員會宣稱在馬杜羅政府近期提高最低工資35倍後，委內瑞拉已有大約4成商店選擇關門大吉。

## 社會危機

### 饑餓

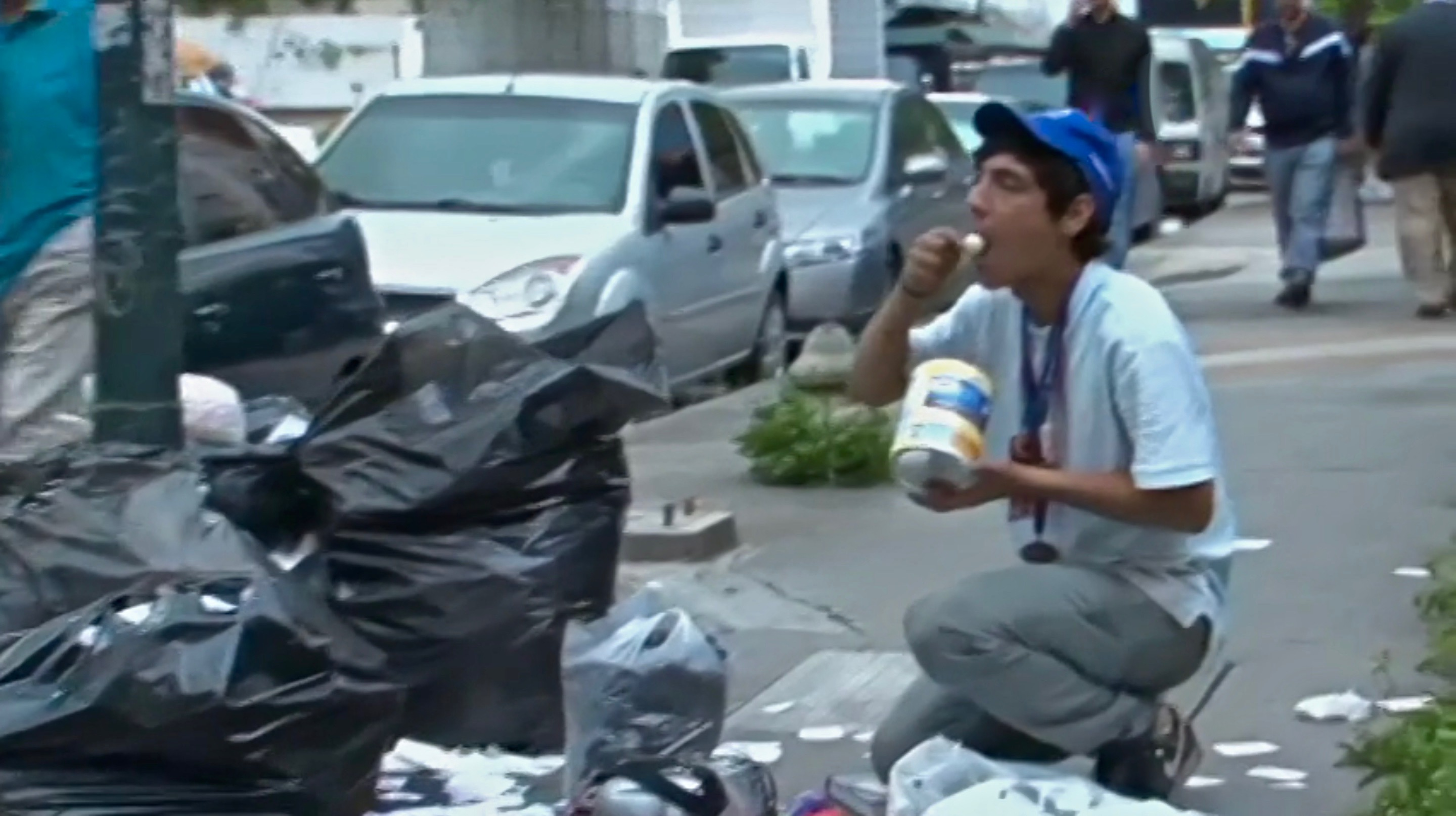
從垃圾堆覓食的委內瑞拉人

委內瑞拉陷入饑餓潮後，載運食物的貨車需要有武裝人員護衛方可避免遭到襲擊。仍有食物售賣的商店也需要士兵駐守以阻止饑民搶掠。
《紐約時報》於2017年在委內瑞拉進行調查，涵蓋該國17個州的21間公立醫院，醫生向調查員表示其醫院的急症室擠滿嚴重營養不良的兒童，此種狀況在經濟危機開始之前他們極少遇到，並表示「已有數以百計的人死亡」。面對饑餓蔓延，委國政府以隱暪或延後發佈衛生統計數字應對，並想方設法使醫生不敢記錄那些可能使人聯想到政府政策不當的入院或死亡個案。
委內瑞拉民意調查機構Meganalisis於2018年9月發佈的一項民調显示，30.5%的委内瑞拉受訪者说他们經常一天只吃一餐。28.5%的受訪者说他们每星期至少一天“没有或几乎没有”吃东西。78.6%的人说他们难以找到足够的食物。84.3%的人表示如果「多國干預」可以帶來大量糧食和藥物，他們會支持。

### 罪案

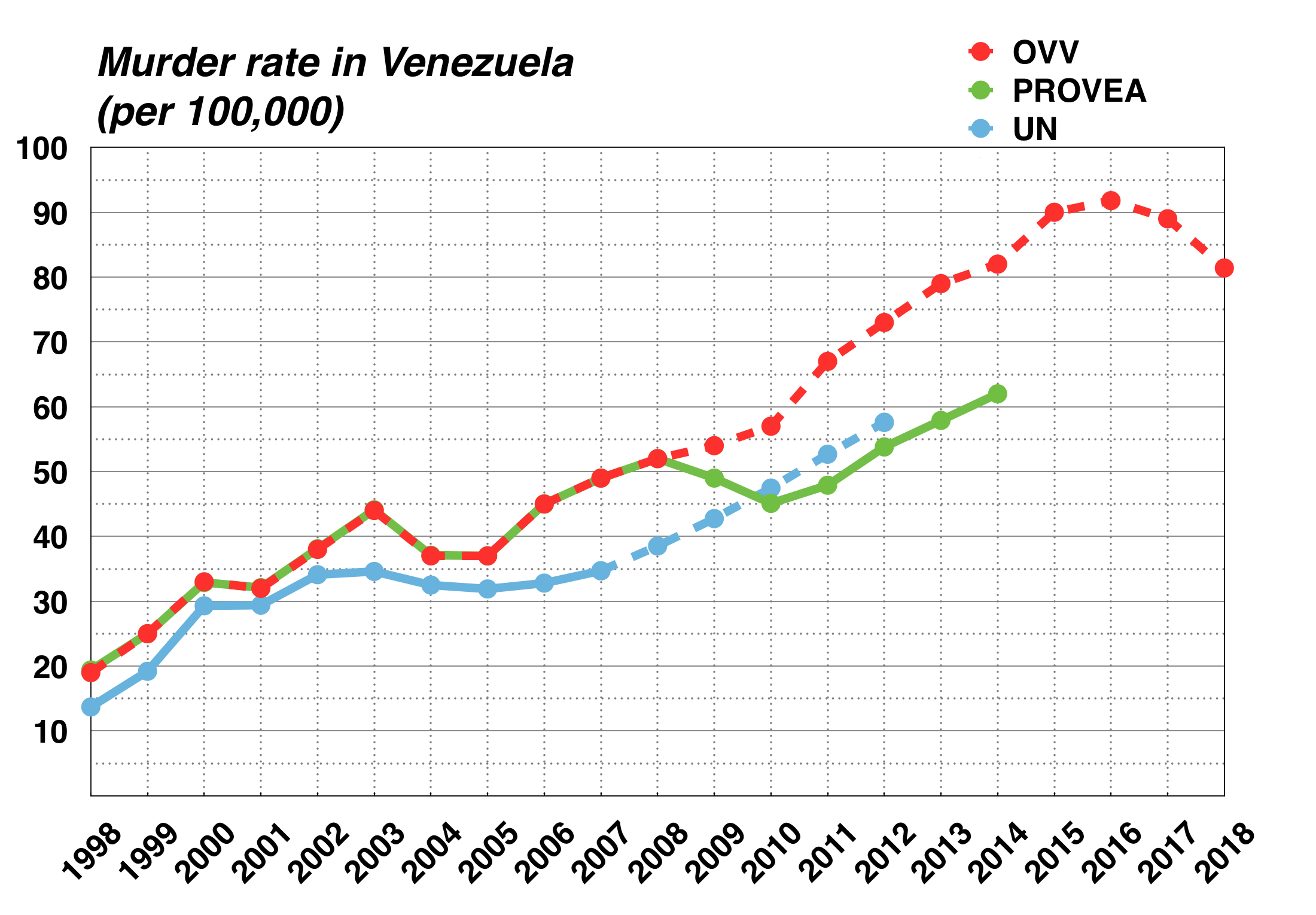
1998年以來委內瑞拉每10萬人謀殺率變遷
來源：OVV、PROVEA、UN
- 由於缺乏數據，2007年－2012年的UN線是模擬。

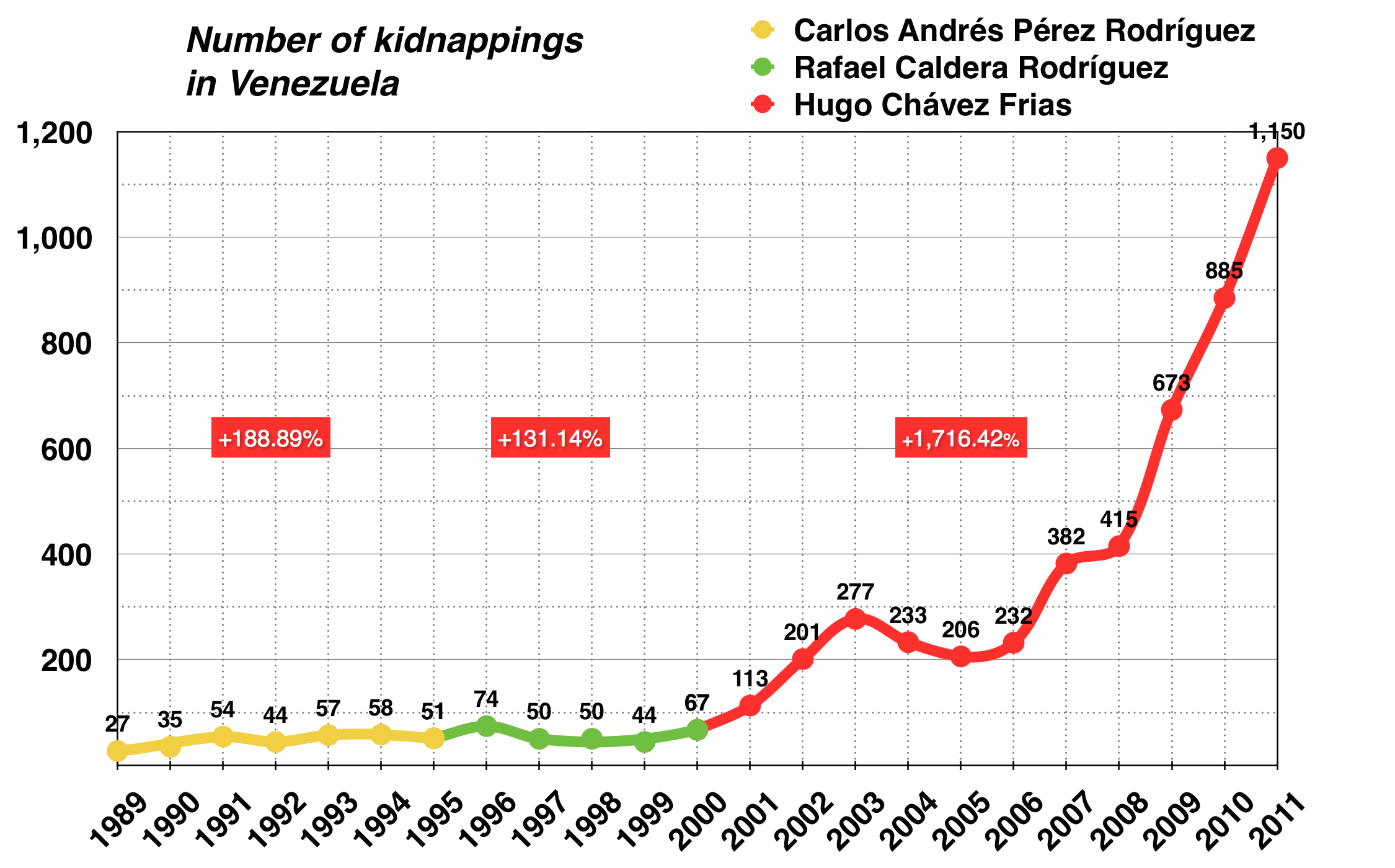
1989年－2011年委內瑞拉綁架數字變遷
來源：CICPC
- 特快綁架可能不計入數據中。

暴力罪案特別是謀殺案的上升，曾被指「也許是」委內瑞拉人在本次危機中「最關心的事」。據報委國於2015年共有27,875人死於謀殺，即是每10萬人有90人，遠高於美國的每10萬人有5人。《紐約客》指委國有全球最高的暴力罪案率，舉報的罪案只有不到2%得到起訴。《紐約客》的一名記者稱即使身處巴伦西亚的公立醫院也不安全，有劫匪到那裡向員工和病人下手，雖然有許多警察和民兵在那裡，但那些人的任務不是保衛醫院，而是阻止新聞工作者採訪政府不想他們報道的醫院實況，據報那些警察甚至與劫匪串通，並分得一部分贓物。

### 人口外流
自從查維茲當上總統後，直至2018年初已有400萬委內瑞拉人離開本國到國外生活。《華爾街日報》稱許多委國白領因為高罪案率、高通脹以及有增無減的國有社會主義管制而選擇逃到國外生活。另有估計稱從1999年至2014年間有超過150萬人從委國移民出境。
在查維茲首次當選總統的1998年，只有14名委內瑞拉人獲美國批准庇護，然而在2005年9月30日止年度內獲美國批准庇護的人數已大升至超過1,000人。查維茲主張把財富向窮人再分配的言辭引起富裕以至中產階層憂慮，推動第一波移民潮。美國駐委國的外交人員曾於2002年在致本國的電文中指出「熟練勞工外流可對委國未來造成嚴重衝擊」。
學者和商界領袖表示委國的人口外流在查維茲任內的最後數年以及特別是在馬杜羅任內顯著加劇。第二波移民潮有許多受經濟危機所害的低下階層加入其中，他們曾是查維茲試圖幫助的民眾，但是也因為不滿國內狀況而選擇出國。據估計在2016年全年有超過15萬人移民出國，是超過10年以來的新高。2017年全年的移民出國人數更倍升至「數十萬人」。
委內瑞拉移民危機在2018年更形明顯，联合国难民署於2018年3月13日向各國政府發佈新的指導綱要，鼓勵各國政府保護進入其國境的委內瑞拉人。

### 醫療崩壞

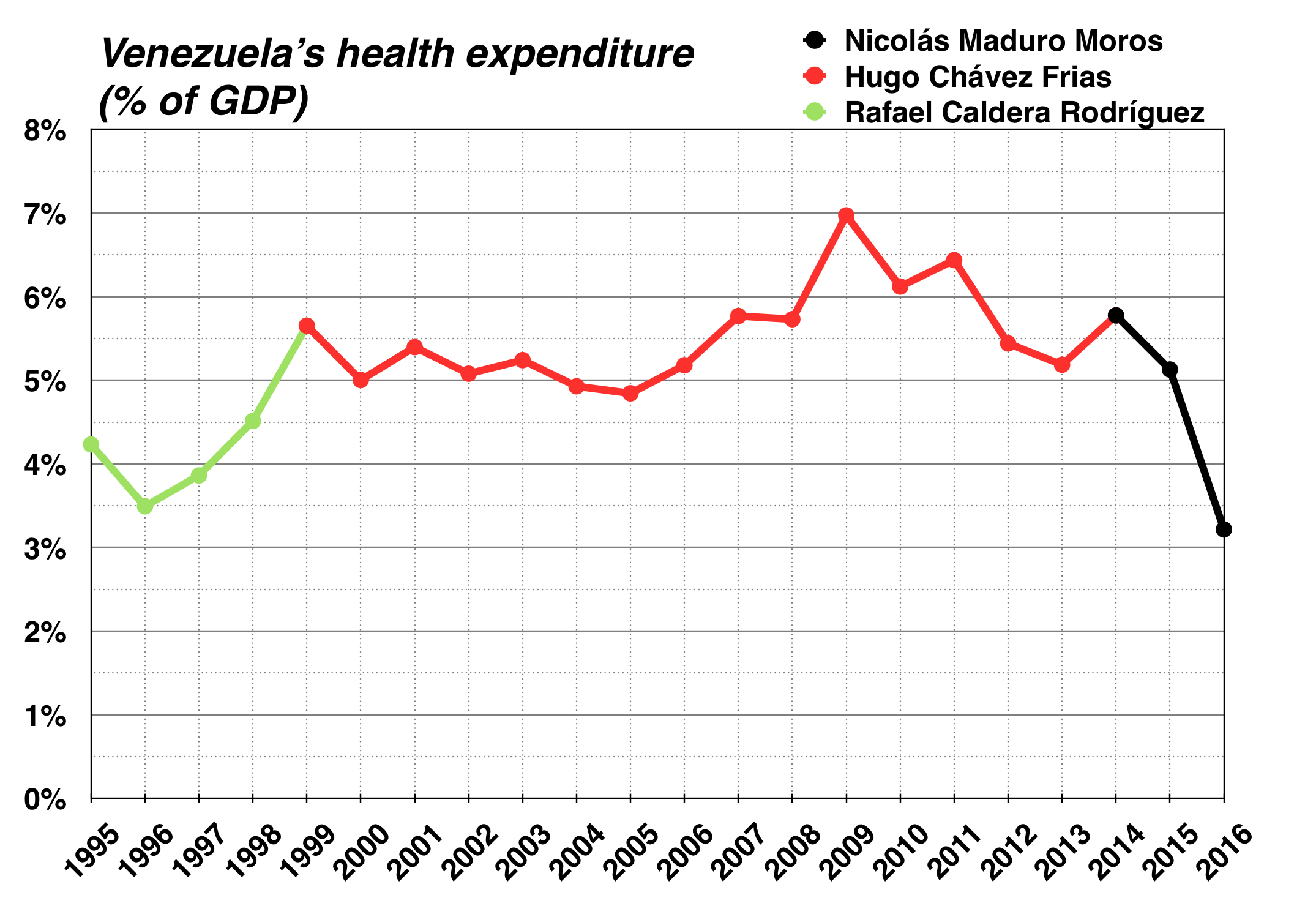
委內瑞拉醫療開支佔GDP的百分比

在馬杜羅任內，委國政府已無力向醫療工作者提供足夠資金購買所需醫療物資。私家醫生報告說患上可容易醫治的病症卻因為2014年開始的經濟走下坡而只能等死的病人數目多得數不清。面對本國醫療系統崩壞，到鄰國哥倫比亞急症室求醫的委內瑞拉人數目大幅上升。
委內瑞拉早於1961年已宣佈疟疾在該國絕跡。但是到2016年該國的瘧疾預防計劃已經崩潰，每年有超過10萬宗病例發生。藥物短缺也造成該國有數以千計的HIV感染者病發成艾滋病。
在2016年，婴儿死亡率上升了30.12%，有11,466宗死亡，孕产妇死亡上升65.79%，有756宗死亡，瘧疾病例上升76.4%至240,613宗。
經濟危機帶來的低薪加上治安惡化，引致大量委內瑞拉醫生外流到其它國家工作。據委內瑞拉醫療聯盟統計，自1999年起，直至2016年12月已有13,000名醫生離開委內瑞拉。

### 制裁危機
制裁危機來自美國長期的經濟制裁，使得國內整體經濟持續惡化，為擺脫貧困在已故前總統查維茲（Hugo Chavez）執政期間，用委內瑞拉能源協定（Petro Caribe）建立區域影響力。然而此舉更被美國視為危及美國利益，美國總統奧巴馬更以對美國形成威脅及違反人權祭出對委內瑞拉制裁的新名單，2017年起，美國加強制裁力度，宣布對委內瑞拉實施新一輪制裁，打擊馬杜羅政府的資金來源，措施包括禁止交易委內瑞拉政府或國營石油公司發行的債券及股票。

## 人道援助
雖然委內瑞拉糧荒日趨嚴重，但委國政府直至2018年仍拒絕接受其它國家的人道援助。